# ۴اف
۴اف (انگلیسی: 4F) شرکت تجهیزات ورزشی و پوشاک لهستانی است، که در سال ۲۰۰۷ توسط ایگور کلارگا تأسیس شد.